# Éric IV Anundsson
Éric IV Anundsson de Suède roi de Suède mort vers 882.

## Origine
Eric Anundsson d'Upsal est mentionné dans les Sagas. Il est parfois identifié comme le légendaire « Eirik Vindhatt Ragnarsson  » (c'est-à-dire chapeau au vent) réputé être le fils du mythique Ragnar Lodbrok par Saxo Grammaticus.  
Toutefois  selon Heimskringla et la Saga de Hervor et du roi Heidrekr, Éric aurait été le fils du roi Anund ou Onund. Il  aurait succédé à son père à Upsal. C'est à l'époque de ce roi puissant qu'Harald à la Belle Chevelure accéda au trône de Norvège.

## Règne
Dans la Heimskringla de Snorri Sturluson, Gyda Eiriksdatter, la fille d'Éric de Hordaland, cite « Éric d'Upsal » comme exemple d'un roi puissant régnant sur l'ensemble d'un pays lorsqu'elle rabroue le jeune Harald à la Belle Chevelure, futur roi de Norvège, qui a osé lui demander sa main. 
Après avoir soumis le Värmland et le Ranrike, Éric IV de Suède assiste à un banquet organisé par Aki, le paysan le plus puissant et le plus riche du Värmland, et tue ce dernier. Éric IV fils d'Emund qui contrôle le Götaland est en état de guerre permanent avec la Norvège. Il meurt en 882 alors que Harald Ier de Norvège règne depuis dix ans sur toute la Norvège (le règne de ce dernier ayant débuté, selon la tradition, en 872). Éric IV a pour successeur son fils Björn III qui règne 50 ans.
Eric Emundsson est également évoqué dans la Saga d'Olaf Haraldsson par le Lögsögumad Thorgnyr  qui dit au roi norvégien: « Voila que l'humeur du roi des suédois est différente de ce qu'elle fut naguère. Thorgnyr, le père de mon père, se rappelait Eirikr Emundarsson roi d'Uppsalir, et disait de lui que tant qu'il fut dans la force de l'âge, il levait des troupes chaque été et se rendait en campagne dans divers pays , soumettant la Finlande, le Kirjaland l'Eistland et la Kurland et d'autres pays de l'est. Et l'on peut encore voir les redoutes et autres fortification qu'il fit. Il n'était pas fier au point de ne pas écouter les gens qui avaient quelque chose d'important à lui dire ».

## Articles liés
- Éric au chapeau venteux